# Ivor Stanbrook
Ivor Robert Stanbrook (13 janvier 1924 - 18 février 2004) est un homme politique et avocat du parti conservateur britannique. Il représente Orpington en tant que député de 1970 à 1992.

## Jeunesse
Stanbrook est né à Willesden, au nord de Londres, fils d'un responsable de la blanchisserie au sein de l'entreprise familiale, la Sunlight Laundry. Il fait ses études à la Willesden High School, qu'il quitte à 15 ans, et devient assistant juridique au Wembley Council, tout en reprenant ses études à temps partiel en économie et en droit au Birkbeck College, Université de Londres. Il obtient son diplôme de pilote en 1943 et sert dans la RAF entre 1943 et 1946. Il termine des études de troisième cycle au Pembroke College d'Oxford puis part pour le Nigeria en 1950 où il travaille pendant dix ans dans le service colonial en tant qu'officier de district dans diverses régions du nord et de l'ouest du Nigeria, notamment Ilorin, région de l'ouest. À son retour, il est admis au barreau d'Inner Temple en 1960 et pratique le droit pénal, et est également juriste de nuit pour le Daily Express.

## Carrière politique
Lors des élections générales de 1966, Stanbrook est candidat conservateur malheureux pour le siège travailliste sûr d'East Ham South. Aux élections générales de 1970, il remporte Orpington avec une majorité de 1 332 voix, un siège qui est occupé par Eric Lubbock du Parti libéral depuis l'élection partielle de 1962.
Pendant plus de deux décennies, il est un député d'arrière-ban combatif et chroniquement rebelle, qui critique souvent son propre banc avant. Il est membre du groupe 92 et est initialement considéré comme étant de droite au sein du Parti conservateur, mais il est probablement plus juste de le qualifier de traditionaliste, et les positions qu'il prend ne sont pas toujours prévisibles.
Décrit par Matthew Parris comme "le véritable marteau de l'anarchie et du crime", Stanbrook siège au comité parlementaire spécial des affaires intérieures de 1983 à 1991, mais est empêché d'en devenir le président en 1987 par les députés travaillistes du comité. Il est l'un des principaux membres des commissions conservatrices d'arrière-banc sur les affaires intérieures et l'Irlande du Nord et préside la commission constitutionnelle conservatrice d'arrière-banc.
Moins prévisible, sauf pour ceux qui connaissaient sa carrière antérieure, il prend la présidence en 1987 du groupe anti-apartheid multipartite nouvellement créé, pour contrer les activités du comité pro- sud-africain dirigé par son collègue conservateur John Carlisle. Il critique Margaret Thatcher pour avoir semblé condamner les sanctions plus qu'elle n'a condamné l'apartheid et refuse de critiquer le Congrès national africain pour avoir eu recours à la violence. Il soutient la tentative du Groupe de personnalités éminentes de mettre fin à l'apartheid et demande par la suite instamment que les sanctions soient renforcées, arguant que les Sud-Africains n'avaient aucune intention de changer et qu'ils ne pouvaient être incités à le faire que par la pression, et soutient leur maintien en 1990.
Ce n'est pas le seul sujet sur lequel il est en désaccord avec Thatcher. Stanbrook a soutenu l'entrée dans la CEE en 1971 et il reste un Européen passionné. Il critique l'utilisation des whips contre la candidature au leadership d'Anthony Meyer et proclame en mars 1990 que Michael Heseltine est la meilleure alternative à Thatcher : il a « du dynamisme, du style et une image plus douce ». Il soutient la candidature au leadership de Heseltine en novembre 1990 et continue à le soutenir lors du deuxième tour de scrutin. En conséquence, il doit faire face à des efforts pour le désélectionner à Orpington et ceux-ci ont peut-être joué un rôle dans sa décision de ne pas se représenter.
En 1979, il a fait valoir que la BBC devait être poursuivie en vertu de la législation sur la prévention du terrorisme et il reste un partisan de l'interdiction du Sinn Féin et d'une ligne dure avec les terroristes.
Bien qu'un Européen convaincu, Stanbrook apprécie également le Commonwealth et ne cesse jamais d'insister sur la nécessité d'aider l'Afrique à résoudre ses problèmes. Il est consterné à l'idée que l'Europe dispose d'excédents alimentaires alors que certaines parties de l'Afrique sont ravagées par la famine. Son soutien à un contrôle strict de l'immigration s'accompagne d'une hostilité enracinée au racisme.
Secrétaire de la commission des affaires intérieures de 1974 à 1977, vice-président de 1979 à 1982, secrétaire de 1979 à 1981, vice-président de 1981 à 1989 et président de la commission de 1990 à 1991 du Comité d'Irlande du Nord. Il préside également le Comité constitutionnel de 1984 jusqu'à son départ du Parlement et est président des groupes parlementaires nigérian (1979-1992), zambien (1983-1992) et zimbabwéen (1983). Il fonde la British-Nigeria Association en 1961.

## Famille
Stanbrook est marié à Joan Clement de 1946 jusqu'à sa mort en 2000. De ses deux fils, Clive Stanbrook est un avocat décédé en 2018 et Lionel Stanbrook un consultant en communication.

## Fin de carrière
Pendant une décennie après 1980, il devient associé de Stanbrook and Hooper, le cabinet d'avocats européen basé à Bruxelles et fondé par son fils Clive. Il abandonne la profession d'avocat en 1990 et, après sa retraite du Parlement, se concentre sur l'étude d'un doctorat (sur la nationalité britannique) de l'Université d'East Anglia qu'il obtient en 1995.

## Auteur
- Ivor Stanbrook, British Nationality: The New Law, Clement Publrs, 1982 (ISBN 0-907027-02-4)
- Ivor Stanbrook, A Year in Politics: My Diary for 1986, Clement Publrs, 1988 (ISBN 0-907027-12-1)
- Ivor Stanbrook, How to be an MP, Clement Publrs, 1993 (ISBN 0-907027-17-2)
- Ivor Stanbrook et Clive Stanbrook, Extradition: Law and Practice, B Rose, 1980 (ISBN 0-85992-162-X)
- Ivor Stanbrook et H Summerfield, Resale Price Maintenance Act, 1964, C Knight (ISBN 0-85314-005-7)